# Giulio Faldini
Giulio Faldini (Livorno, 1897 – Miami, 1947) è stato un chirurgo italiano specialista in ortopedia.
Pioniere della sua disciplina, allievo della scuola dell'Istituto Ortopedico Rizzoli a Bologna, ha compiuto ricerche nel campo delle paralisi ostetriche della spalla e della displasia congenita dell'anca. 
È autore del primo manuale di ortopedia e traumatologia del Sud America, e fu socio della Società Peruviana di Ortopedia e Traumatologia.
È padre dell'ortopedico Alessandro Faldini e nonno di Cesare Faldini.

## Biografia
Nato a Livorno con una grave deformità della colonna vertebrale spina bifida da una famiglia ebrea, viene curato in tenera età presso l'Istituto Ortopedico Rizzoli a Bologna, dove tornerà laureato in medicina a lavorare come ortopedico nel 1923. 
Nel 1931, giovanissimo, ottiene la cattedra di Ortopedia e Traumatologia a Parma, dove fonda il reparto di ortopedia dell'Ospedale Maggiore.
Nel 1938 viene ternato alla cattedra dell'Istituto Ortopedico Gaetano Pini di Milano, alla quale non riesce ad accedere a causa delle leggi razziali emesse in quell'anno dal regime fascista. 
Nel 1939 si trasferisce a Lima, in Perù, dove in due anni sostiene tutti gli esami di medicina e converte la laurea. Nel 1941 fonda il reparto di Ortopedia del Hospital Obrero di Lima, partecipando alla progettazione dello stabile, del quale ricopre l'incarico di direttore del reparto di ortopedia. 
Durante la permanenza a Lima, continua l'attività di ricerca in campo clinico, dando alla luce, nel 1947, il primo Manuale di Ortopedia e Traumatologia, in lingua spagnola, di oltre 750 pagine con oltre 600 illustrazioni, che è stato il testo di riferimento per tutti gli ortopedici del sud America per oltre 30 anni.
Alla fine della guerra inizia a pianificare il suo rientro in Italia, nella cattedra dell'Istituto Ortopedico Gaetano Pini, ma muore improvvisamente di infarto nel 1947, mentre si recava negli Stati Uniti a rappresentare il Perù e l'Italia alla prestigiosa American Academy of Orthopaedic Surgeons.

## Intitolazioni
- Gli è stato intitolato il reparto di Ortopedia e Traumatologia dell'Ospedale di Parma.
- Gli è stato intitolato il reparto di Ortopedia e Traumatologia del "Hospital Obrero" di Lima.
- Gli è stata intitolata una via a Lima.